# Kom, helige Ande, jag beder
Kom, helige Ande, jag beder är en psalm med text skriven 1889 av Lilly Lundquist och med musiken hämtad från en tysk folkmelodi. Texten bearbetades 1915 av Johan Petrus Norberg och 1986 av Gunnar Melkstam.. En bearbetning gjord 2016 finns med i Lova Herren 2020.

## Publicerad i
- Psalmer och Sånger 1987 som nr 399 under rubriken "Fader, Son och Ande - Anden, vår hjälpare och tröst".[1]
- Lova Herren 2020 som nr 62 med titeln "O, Helige Ande, jag beder" under rubriken "Gud den heliga Ande och helgelsen".